# Rivière Serpent (vattendrag i Kanada, lat 48,48, long -75,85)
Rivière Serpent är ett vattendrag i Kanada.   Det ligger i provinsen Québec, i den sydöstra delen av landet, 300 km norr om huvudstaden Ottawa.
I omgivningarna runt Rivière Serpent växer i huvudsak blandskog. Trakten runt Rivière Serpent är nära nog obefolkad, med mindre än två invånare per kvadratkilometer.